# Жодишки
Жо́дишки (бел. Жо́дзішкі) — агрогородок в Белоруссии, на реке Вилия, центр сельсовета Сморгонского района Гродненской области. Расположен в 18 километрах севернее города Сморгони, в 120 километрах северо-западнее Минска. В 2004 году было 342 двора, 824 жителя.

## История

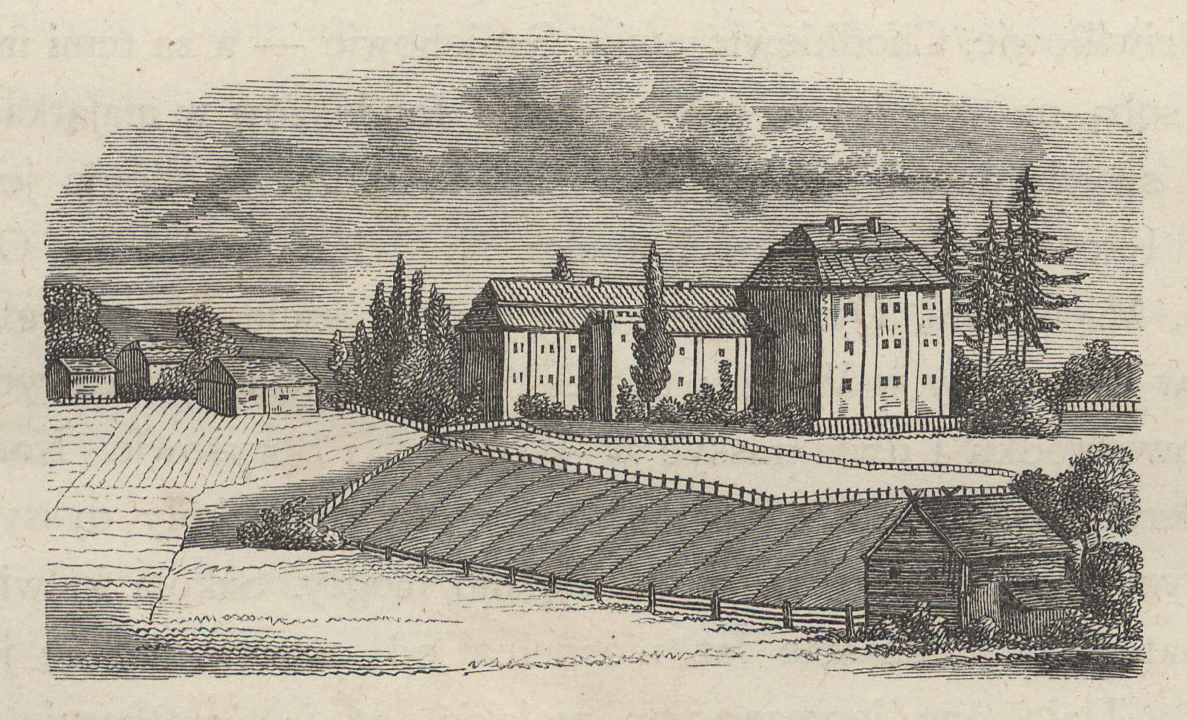
Коллегиум в Жодишках (1871 г.). Рисунок Константина Тышкевича

Впервые упоминаются в письменных источниках 1511 года как замок и местечко, основанные Мордасом Мишковичем. В том же году Жодишкам были дарованы права на торги, корчмы и ярмарки привилеем Сигизмунда I. 
В течение XVI века поселение сменило ряд владельцев: Заберезинские, Остиковичи, Кишки. Приблизительно в 1553 году Остиковичами был возведён костёл, а в конце XVI века Кишки построили кальвинистский сбор. 
В XVII веке был построен костёл Святой Троицы с действующей при нём школой на средства нового владельца Иеронима Комара, до наших дней не сохранились.
Со второй половины XVII века Жодишки стали принадлежать Мицкевичам. Барбара Мицкевич основала иезуитский монастырь и коллегиум, и передала им своё имение. 
В 1774 году Станислав Август Понятовский даровал поселению Магдебургское право.
После третьего раздела Речи Посполитой в 1795 году Жодишки отошли к Российской империи. В середине XIX — начале XX веков поселение относилось к Дуботовской волости Свенцянского уезда Виленской губернии. Во второй половине XIX века имение Жодишки было разделено на несколько владений. В 1859 году поселение насчитывало 39 дворов, 222 жителя, костёл, молитвенный дом, кирпичный завод и пивоварню. 
В 1861 году имение в местечке Жодишки Свенцянского уезда принадлежало помещику Милачевскому. В имении насчитывалось 482 крепостных душ мужского пола (в том числе 17 дворовых) и 130 дворов, из которых 68 было издельных и 62 смешанных, состоящих частично на оброке и частично на барщине. Всего удобной земли в имении было 1690 десятин (по 4 десятины на душу). Натуральные повинности выполнялись с каждого двора: ночной караул. Пригона отбывалось 104 дня со двора для крепостных душ мужского и женского пола. Сгона было по 12 дней для рабочих душ мужского пола. Величина денежного оброка со дворов м. Жодишки составляла 6 рублей. Кроме указанных работ, местечко Жодишки отбывало сгонов с двора 20 дней, 240 верст дороги, по 3 тальки, 5 ф. пакли, поливать огороды, для починки перевоза по 3 упряжных и 12 пеших дней, вырубить по сажени дров и вывезти полсажени.
Деревни Расло, Понижоны, Эйцвиллы и Свинка кроме чинша 45 копеек, обязаны были спрясть 3 тальки, 5 фунтов пакли, вырубить и вывезти по 1 сажени дров, дать по 5 четвериков ржи и овса, 2 курицы, 20 яиц. Деревня Нехведы платила денежный оброк со двора по 14 рублей и отбывала сгонов по 16 дней и 320 верст дороги. Деревня Пильец — 12 дней сгонов, вырубить и вывезти по ½ сажени дров, дать 2 курицы, 20 яиц. Деревня Овечки платила оброк по 20 рублей со двора и по 320 верст дороги. Деревня Застенок Окушов по 10 рублей оброка и 320 верст дороги. Двора лесничих по 20 рублей оброка и смотрят за целостностью леса.
Во время Первой мировой войны Жодишки были оккупированы немецкими войсками. Поселение попеременно занимали то советские, то польские войска в течение советско-польской войны в 1918—1920 годах. После Рижского договора с 1921 года — в составе Вилейского повета Виленского воеводства Польши. 
В 1939 году, в результате Польского похода РККА Жодишки отошли к БССР. С 1940 года центр сельсовета в Сморгонском районе. Во время Второй мировой войны в течение трёх лет, с июня 1941 года по июль 1944-го, поселение было оккупировано войсками нацистской Германии.
В 1971 году насчитывалось 794 жителя, 276 дворов, в 1997 году — 891 и 251 соответственно.

## Транспорт
Жодишки связаны местными автомобильными дорогами:
- Н6009 с Ворнянами;
- Н6130 с Гориденятами и Завидинентами;
- Н6478 со Сморгонью;
- Н7378 и Н7951 с Айцвилами;
- Н7382 с Сокольцом;
- Н7967 с Мелью

С райцентром агрогородок связан регулярным автобусным сообщением — ходят рейсовые автобусы:
- Сморгонь — Лылойти
- Сморгонь — Нестанишки
- Сморгонь — Старая Рудня
- Сморгонь — Сыроватки

## Культура
- Дом культуры
- Музей "Нальшча"

## Достопримечательности

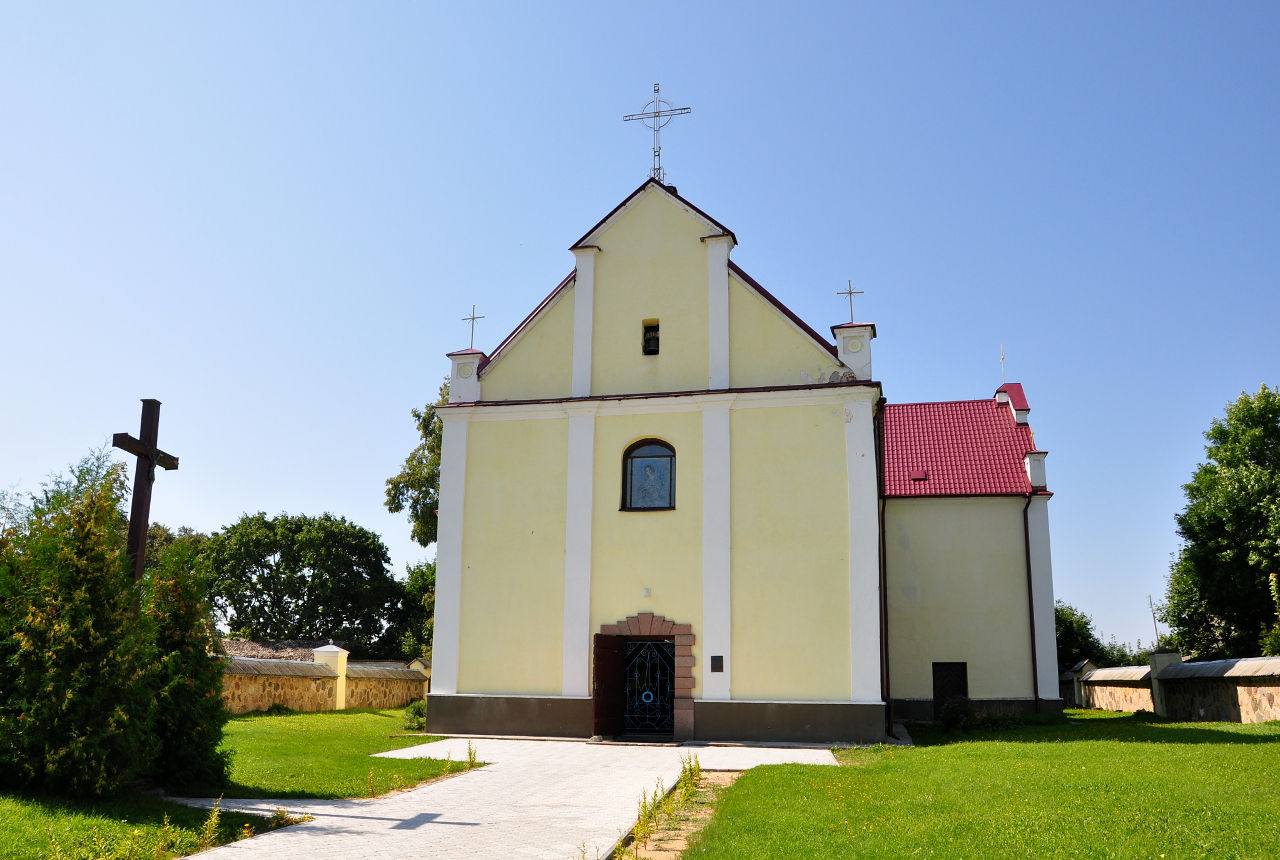
Троицкий костёл

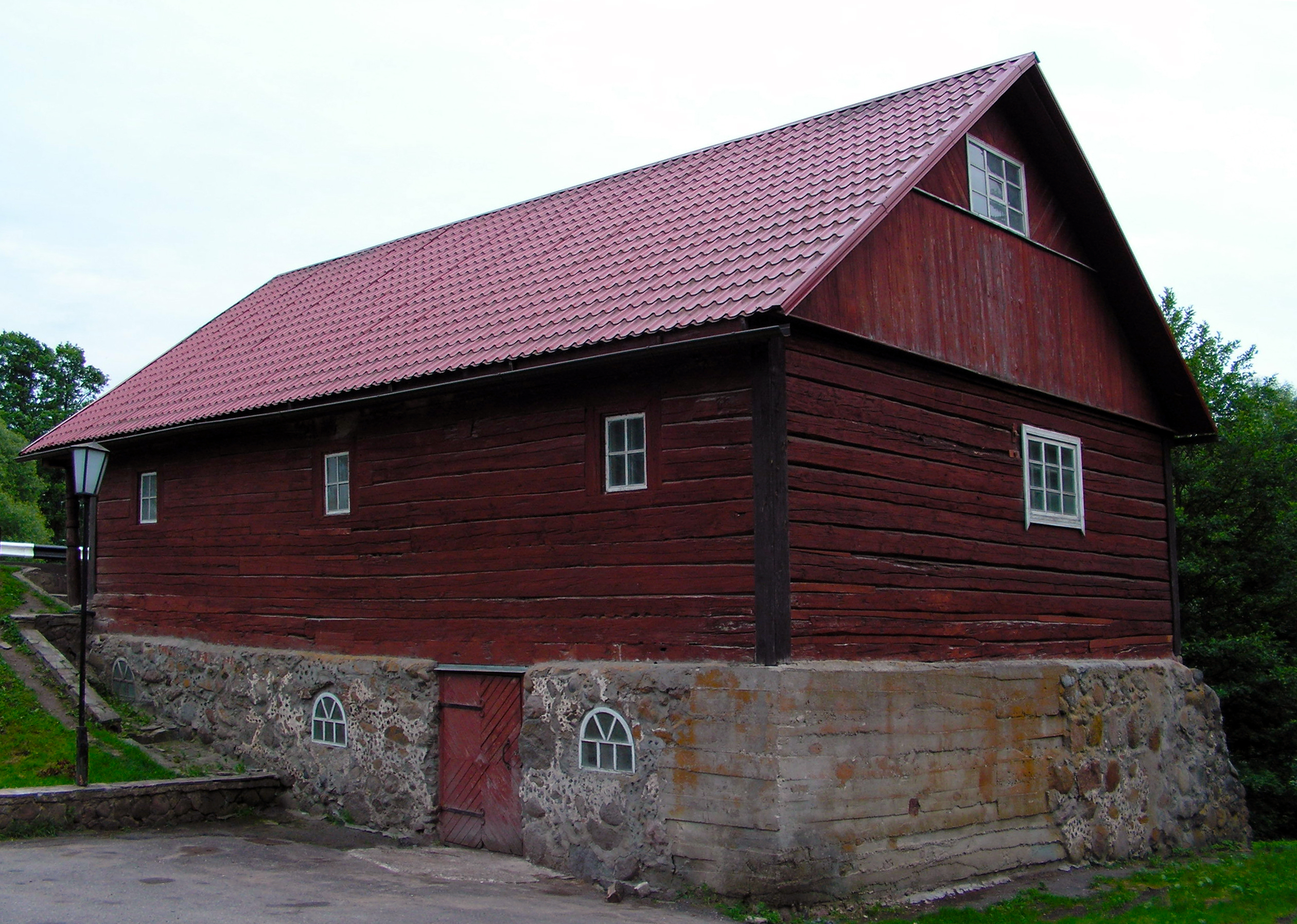
Водяная мельница

- Троицкий костёл постройки 1600 — 1612 годов, брама, ограда и часовни
- Усадьба с парком XVIII — XIX веков, включающая в себя здание бывшей усадьбы, бровар, водяную мельницу
- Винокурня
- Церковь Святого Константина и Елены постройки 2006 года

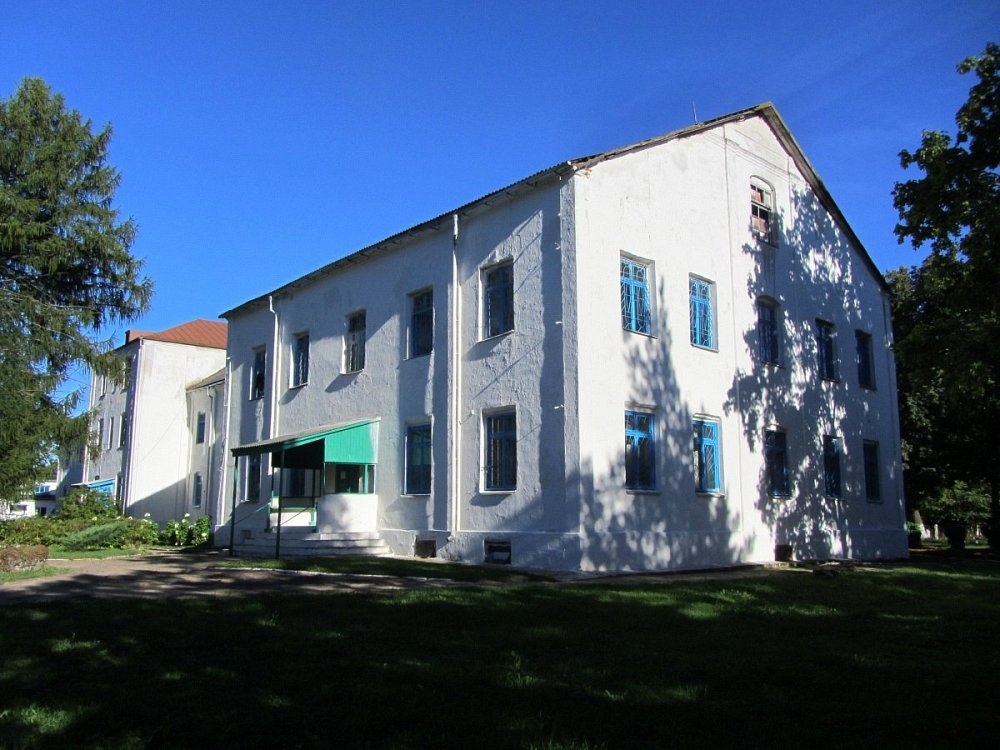
Здание бывшей усадьбы

- Здание бывшей усадьбыКатолическое кладбище с часовней XIX века и могилами польских солдат времён советско-польской войны[3]